# Langham (Norfolk)
Langham – wieś w Anglii, w hrabstwie Norfolk, w dystrykcie North Norfolk. Leży 40 km na północny zachód od Norwich i 176 km na północny wschód od Londynu.
W 2001 miejscowość liczyła 399 mieszkańców.